# Tadhg Furlong
Tadhg Vincent Furlong (14. listopadu 1992, Wexford) je irský ragbista hrající na pozici pravého pilíře. Hraje za irský klub Leinster.
Se svým současným klubem vyhrál v letech 2018 až 2021 soutěž PRO14 a v roce 2018 vyhrál i Evropský pohár mistrů. V sezóně 2024/25 vyhrál United Rugby Championship.
V roce 2021, 2022 a 2023 byl World Rugby vybrán do nejlepší ragbyové sestavy světa. Byl součástí Britských a Irských lvů v letech 2017, 2021 a 2025. S irskou reprezentací vyhrál v letech 2018, 2023 a 2024 Six Nations. Zúčastnil se MS 2015, MS 2019 a MS 2023.